# Deine Lakaien
Deine Lakaien je německá kapela hrající styl darkwave. Jejími členy jsou zpěvák Alexander Veljanov a skladatel, pianista a bubeník Ernst Horn.

## Historie
Historie této kapely se začala psát v roce 1985 na základě inzerátu v časopise („Hledá se zpěvák, který rád experimentuje“), který podal Ernst Horn. Většina alb této kapely vyšla u Chrom Records, ačkoliv několik novějších alb bylo vydáno u Sony a EMI. Kapela prodala více než 500 000 desek.
Ernst Horn studoval klasickou hudbu ve Freiburgu a Hamburku, poté pracoval v Mnichově jako dirigent a pianista. Alexander Veljanov studoval film a divadlo.
Název kapely Deine Lakaien, který lze přeložit jako „tvoji lokajové“, pochází z písně od Einstürzende Neubauten.
Alexander Veljanov vydal kromě dvou sólových alb také jedno album se svou rockovou skupinou Run Run Vanguard, zatímco Ernst Horn založil dvě kapely, které hrají středověkou hudbu - Qntal, kterou již opustil, a Helium Vola. Skládá také hudbu pro divadelní a rozhlasové hry.
Jejich nejnovější album April Skies vzniklo díky spolupráci s hudebníky, kteří je doprovázeli na turné k albu White Lies. Byli to B. Deutung (cello), Ivee Leon (housle, zpěv), Sharifa (housle, zpěv) a Robert Wilcocks (kytara, klávesy).

## Diskografie
1. Deine Lakaien, 1986
2. Dark Star, 1991
3. Dark Star Live, 1992
4. Forest Enter Exit, 1993
5. Acoustic, 1995
6. Winter Fish Testosterone, 1996
7. Kasmodiah, 1999
8. White Lies, 2002
9. 1987, 2003
10. Live in Concert, 2003
11. April Skies, 2005